# Pieter de Carpentier

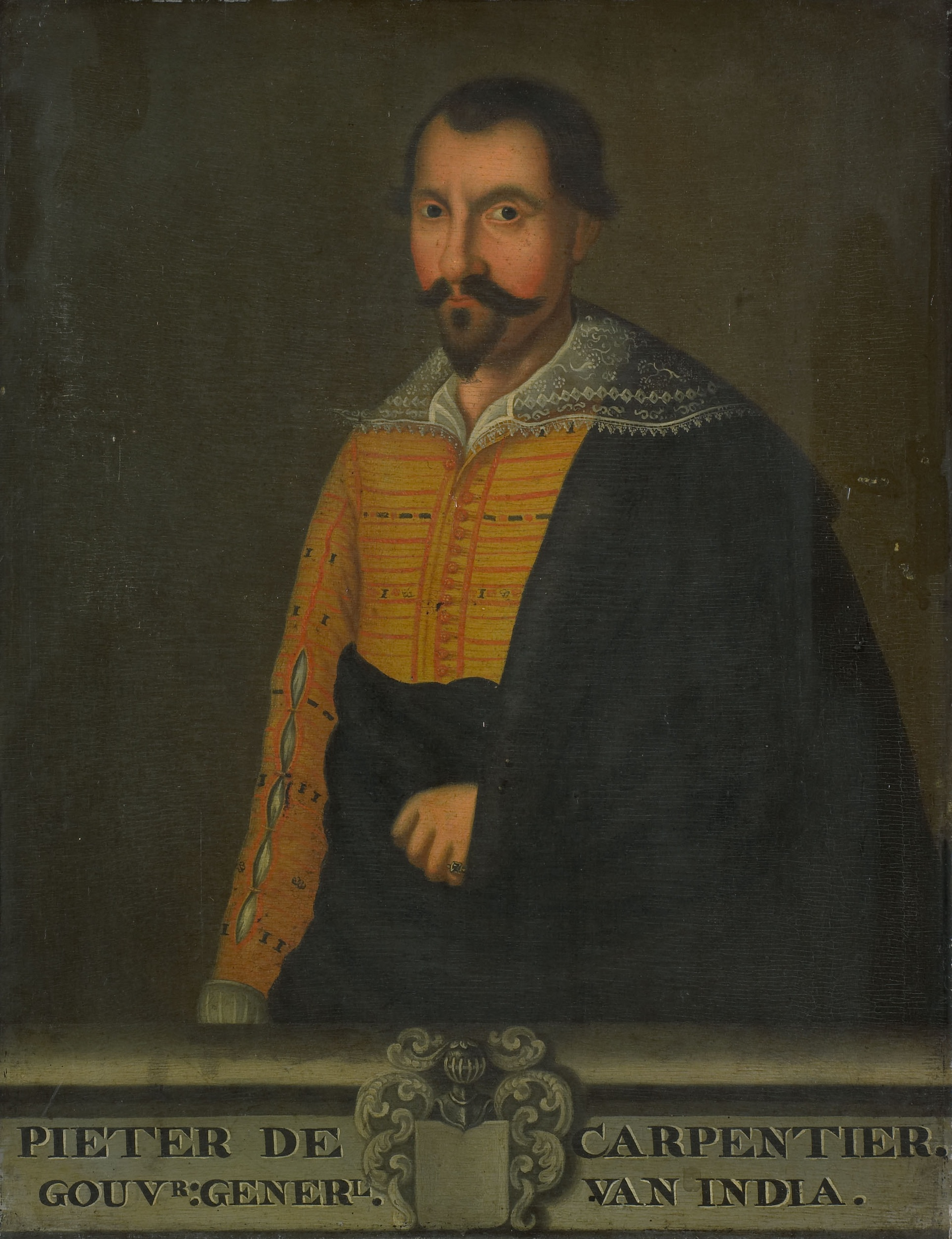
Porträt, Rijksmuseum Amsterdam

Pieter de Carpentier (* 19. Februar 1586 in Antwerpen; † 5. September 1659 in Amsterdam) war Vorsitzender der niederländischen Ostindien-Kompanie und diente dort von 1623 bis 1627 als Generalgouverneur von Niederländisch-Indien. Sein Onkel mütterlicherseits, Louis Delbeecque, war einer der Mitbegründer der Kompanie.
Der Entdecker Jan Carstensz benannte im Jahr 1623 das Ostufer des Golfs von Carpentaria in Australien ihm zu Ehren Carpentaria. 